# Порословка (приток Пожупинки)
Порословка — река в России, протекает в Любытинском районе Новгородской области и Киришском районе Ленинградской области. Река вытекает из Пожупинского болота на границе Ленинградской и Новгородской областей. Устье реки находится в 29 км по правому берегу реки Пожупинка. Длина реки составляет 10 км.

## Данные водного реестра
По данным государственного водного реестра России относится к Балтийскому бассейновому округу, водохозяйственный участок реки — Волхов, речной подбассейн реки — Волхов. Относится к речному бассейну реки Нева (включая бассейны рек Онежского и Ладожского озера).
Код объекта в государственном водном реестре — 01040200612102000019148.